# Пітон ангольський карликовий
Пітон ангольський карликовий (Python anchietae) — вид змій родини пітони (Pythonidae). Поширені у Південно-Західній Африці, на території Анголи і Намібії.

## Назва
Вид anchietae названо на честь португальського дослідника Жозе Альберту де Олівейри Аншіети (1832—1897).

## Опис

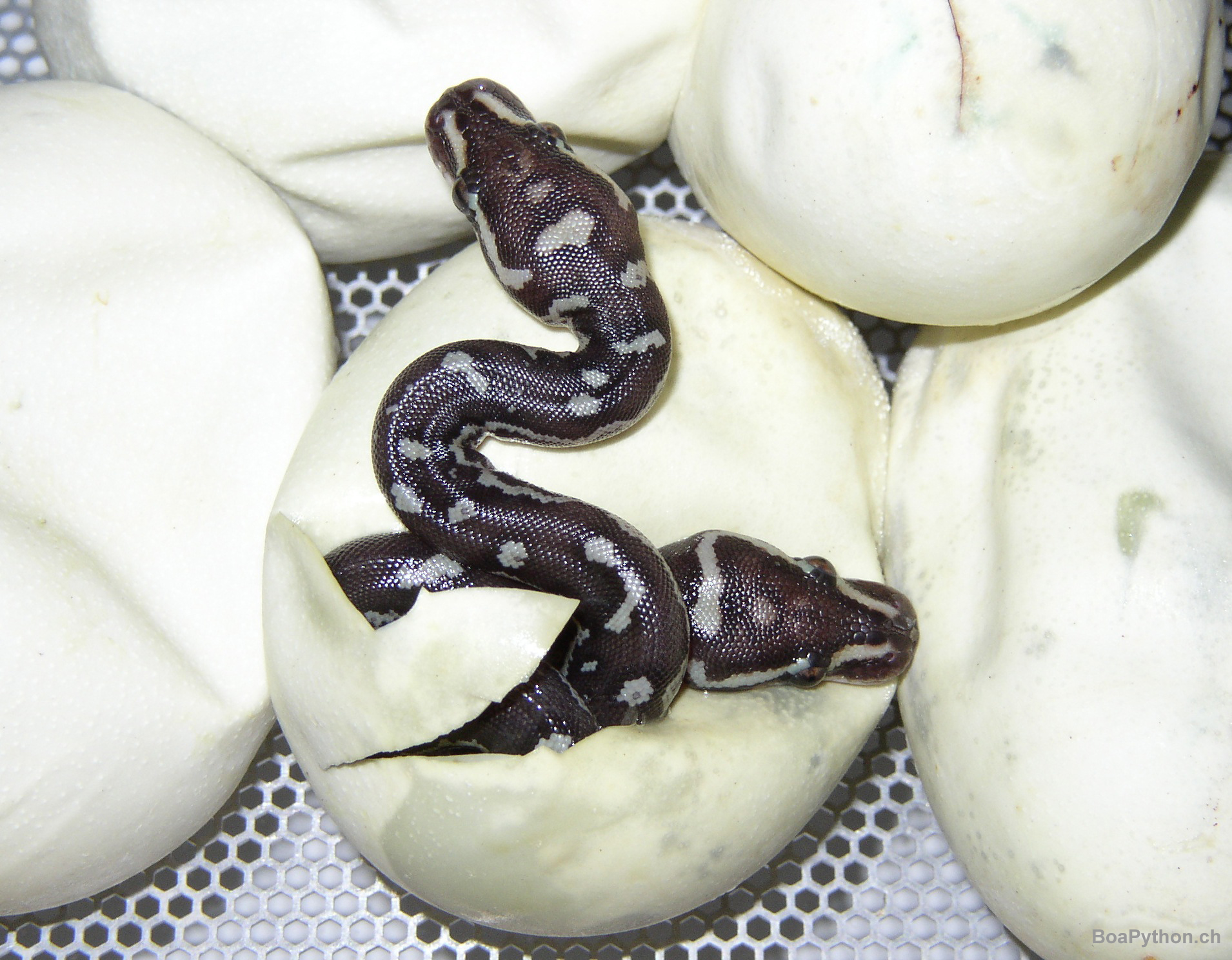
Вилуплення двійнят

Сягає 1,83 м довжини тіла. В основному коричневого забарвлення, але може бути від білого до майже чорного, з малюнком. Черево жовтувате.

## Поведінка
Мешкає у садах або серед чагарників. Активний удень, ховається в скелястих щілинах. Живиться невеликими ссавцями і пташками.

## Розмноження
Відкладає 4-5 яєць. Молодь, що вилупилися, сягає 43-46 см завдовжки.